# Рудка-Балтовська
Рудка-Балтовська (пол. Rudka Bałtowska) — село в Польщі, у гміні Балтув Островецького повіту Свентокшиського воєводства.
Населення — 168 осіб (2011).
У 1975-1998 роках село належало до Келецького воєводства.

## Демографія
Демографічна структура на день 31 березня 2011 року:
|          | Загалом | Допрацездатний вік | Працездатний вік | Постпрацездатний вік |
| -------- | ------- | ------------------ | ---------------- | -------------------- |
| Чоловіки | 78      | 17                 | 47               | 14                   |
| Жінки    | 90      | 17                 | 46               | 27                   |
| Разом    | 168     | 34                 | 93               | 41                   |